# Calamar (Guaviare)
Calamar é um município da Colômbia, localizado no departamento de Guaviare.